# Arouca (freguesia)
Arouca is een plaats (freguesia) in de Portugese gemeente Arouca en telt 3 098 inwoners (2001).